# Строманта
Строманта (Stromanthe) — рід рослин із родини марантових, корінне місце зростання в тропічних районах Америки від Мексики до Тринідаду і до північної Аргентини.

## Види
- Stromanthe angustifolia — Болівія
- Stromanthe bahiensis — Байя
- Stromanthe boliviana — Болівія, NW Аргентина
- Stromanthe confusa — Болівія
- Stromanthe glabra — E + S Бразилія
- Stromanthe guapilesensis — Коста-Рика
- Stromanthe hjalmarssonii — Беліз, Гватемала, Гондурас, Нікарагуа
- Stromanthe idroboi — Колумбія, Венесуела
- Stromanthe jacquinii — Нікарагуа, Панама, Колумбія, Венесуела, Еквадор
- Stromanthe macrochlamys — S Мексика, Центральна Америка, Колумбія
- Stromanthe palustris — Коста-Рика
- Stromanthe papillosa — SE + S Бразилія
- Stromanthe popolucana — Веракрус
- Stromanthe porteana — E Бразилія
- Stromanthe ramosissima — Еквадор
- Stromanthe sanguinea — Бразильська та перуанська Амазонка (synonym of S. thalia)
- Stromanthe schottiana — E + SE Бразилія
- Stromanthe sellowiana — Байя, Ріо-де-Жанейро
- Stromanthe stromanthoides — Колумбія, Перу, Еквадор, Acre
- Stromanthe thalia — SE Бразилія
- Stromanthe tonckat — Тринідад, значна частина тропічних районів Центральної + Південної Америки